# 아웃레이지 (2010년 영화)
《아웃레이지》(アウトレイジ, Outrage)는 2010년 6월 12일에 개봉된 일본 영화이다.

## 줄거리
간토 지방 일대를 지배하는 거대 폭력단 산노카이의 세키우치 회장(기타무라 소이치로)은 이케모토(구니무라 준)파가 마약 장사를 하는 무라세(이시바시 렌지)파와 의형제를 맺은 것을 언짢게 생각한다. 그래서 세키우치의 오른팔인 가토(미우라 도모카즈)는 이 두 조직을 이간질 시키려 이케모토에게 무라세를 치라는 무리한 명령을 내린다. 의형제인 무라세를 칠 수 없는 이케모토는 부하 오토모(비트 다케시)파에게 무라세파를 치라고 명령한다. 이케우치의 일구이언으로 산노카이에 농락당하고, 오토모파가 무라세파를 치는데 성공하자 무라세파는 해체한다.
이케모토의 행동에 불만 갖지만, 오토모는 무라세의 구역을 받고 대사관에서 몰래 운영하는 카지노가 성공을 거둔다. 한편 무라세가 몰래 마약을 판다는걸 알게되고, 이케모토의 명령으로 오토모는 무라세를 살해한다. 그러나 이를 빌미로 이케모토는 오토모를 파문한다. 오토모는 복귀를 위해 세키우치를 만나 용서를 구하면서 세키우치에게 이케모토를 죽이라는 명령을 받는다. 오토모는 카지노로 가 이케모토를 살해한다. 카지노를 노리던 세키우치는 이번엔 이케우치 파의 중간보스 오자와에게 조직을 이어받고 싶으면 두목의 원수를 갚으라고 명령하며 오토모와 이케모토파를 싸우게 한다. 오자와는 차례대로 오토모 파 조직원을 살해하며 그들을 추적해 간다.

## 출연진
- 오토모 - 비트 다케시
- 이케모토 - 구니무라 준
- 가타오카 - 고히나타 후미요
- 가토 - 미우라 도모카즈
- 콜걸 - 시이나 에이히
- 이시하라 - 카세 료
- 미즈노 - 시이나 깃페이
- 이즈카 - 츠카모토 타카시
- 무라세 - 이시바시 렌지
- 오자와 - 스기모토 뎃타
- 와타나베 나오코
- 세키우치 - 기타무라 소이치로
- 호스테스 - 타나하시 유키요
- 오토의 여인 - 이타야 유카
- 켄타 엘리자베스 3세
- 키무라 - 나카노 히데오
- 산노카이 터그 - 미우라 마사키
- 경찰 - 타카야마 유야
- 덴티스트 - 나카무라 준코
- 마마산 - 코바야시 아키코
- 오카자키 - 사카타 타다시
- 아베 - 모리나가 켄지
- 무라세 터그 - 우치노 토모
- 경찰 - 츠지 츠토무
- 산노카이 터그 - 니타 준이치
- 마키타 스포츠